# Clemens Mitscher
Clemens Mitscher (geb. 23. März 1955 in Marburg; gest. 28. Januar 2024) war ein deutscher Künstler und Fotograf. Er lehrte bis September 2022, als Lehrer für besondere Aufgaben, Fotografie an der HfG Offenbach (HfG Offenbach).

## Biografie
Bevor Clemens Mitscher im Jahr 1985 sein Studium an der HfG Offenbach begann, absolvierte er zunächst eine Betonbauer-Lehre (1973) und anschließend eine Fotografenlehre (1977) beim Bildarchiv Foto Marburg. Während seines Studiums widmete er sich anfänglich dem Experimentalfilm bei Helmut Herbst, gefolgt von Freier Gestaltung mit Schwerpunkt Fotografie bei Adam Jankowski. Im Jahr 1989 erhielt er den Förderpreis für Bildende Kunst des Bundesministers für Bildung und Wissenschaft. Im Jahr 1991 schloss er sein Studium mit der Diplomarbeit ab: »Die Verfügbarkeit des Desasters – Bilder neuer Ordnung«. Seine künstlerischen Werke finden sich unter anderem in Museumssammlungen wie der des Museums für Kunst und Kulturgeschichte Marburg und sind in zahlreichen Publikationen und Ausstellungs-Katalogen publiziert.
Neben seiner Tätigkeit als bildender Künstler mit Fokus auf zeitgenössische und gesellschaftliche Themen, wie unter anderem die Arbeit „Station“ aus dem Jahr 1986 zeigt, die Teil der grafischen Sammlung der Staatsgalerie Stuttgart ist. Er unterrichtete ab 1993 an der HfG Offenbach. Zu Beginn lehrte er künstlerische Konzepte der Fotografie und Freie Fotografie. Von 1997 bis 2022 vermittelte Clemens Mitscher als Lehrer für besondere Aufgaben fotografische Grundlagen innerhalb analoger und digitaler künstlerische Prozesse und Herangehensweisen an der HfG Offenbach.
Eines seiner bekanntesten Hochschulprojekte startete im Jahr 2010 unter dem Titel »stage-photography« (inzwischen »ON STAGE«). Was als ein Seminar begann, in dem Studierende in einer Bühnensituation lernen sollten, unter schweren Bedingungen zu fotografieren, entwickelte sich zu einem umfangreichen Fotografie-Projekt, bei dem über viele Jahre weltweit eine Vielzahl an Fotografien entstand. Ausgewählte Bilder dieses Projektes sind in der Buchpublikation „ON STAGE“ zusammengetragen. In zahlreichen Ausstellungen wie im Marburger Kunstverein, im Rock’n’popmuseum in Gronau, als Wanderausstellung in den Bahnhofshallen deutscher Großstädte, und in zahlreichen Publikationen, wie dem Rolling Stone Magazin, wurden Bilder aus diesem Projekt der Öffentlichkeit präsentiert.

## Gruppenausstellungen (Auswahl)
- 2017: On Stage, rock’n’pop museum, Gronau[10]
- 2016: On Stage, Marburger Kunstverein[8]
- 2012: Freie Sicht: Adam Jankowski und Künstler aus seiner Malereiklasse, Nassauischer Kunstverein, Wiesbaden[11]
- 2011: Das Museum als Selbst, Kunstmuseum Marburg
- 2003: Clemens Mitscher & Michael Dreher: Agit Pop, Marburger Kunstverein[12]
- 2000: Kunst der Gegenwart, Kunstmuseum, Marburg
- 2000: Ist die Photographie am Ende? Aktuelle Photographie- und Medienkunst, Kunstmuseum Moritzburg, Halle
- 1997: Chimaera: Aktuelle Photokunst aus Mitteleuropa, Kunstmuseum Moritzburg, Halle
- 1993: Photosynthese: Arbeiten auf und mit Photographie, Galerie Vorsetzen, Hamburg
- 1993: Medienwelt und Kunstmedien, Halle K3 Kampnagel, Mediale Hamburg
- 1993: Hommage an die Musik, Hessischer Rundfunk, Frankfurt
- 1993: Die vertikale Gefahr: Luftkrieg in der Kunst, documenta Halle, Kassel
- 1992: Ausschnitte, Kunsthalle Darmstadt
- 1992: Abschied von Tim und Struppi, Fotoforum Schwarzbunt, Bielefeld
- 1989: Weitblick: Aspekte einer Kunst mit Fotografie, Kunstmuseum Marburg
- 1989: Kunst im Container: IV. Freiburger Symposion, Kunstverein Freiburg
- 1989: Das Foto als autonomes Bild: Experimentelle Gestaltung 1839–1989, Kunsthalle Bielefeld und Akademie der schönen Künste, München
- 1988: Vorsatz II, Galerie Vorsetzen, Hamburg
- 1988: Clemens Mitscher & Richard Stumm: 50 Jahre danach, Landgrafenschloss Marburg
- 1987: Forum junger Kunst, Staatliche Kunsthalle Baden-Baden, Württembergischer Kunstverein Stuttgart

## Einzelausstellungen (Auswahl)
- 1999: Clemens Mitscher: Götterdämmerung, Kunstmuseum Marburg
- 1996: Hammer und Sichel, Brüder-Grimm-Stube, Marburg
- 1995: Wild-Type-Killing und andere Komponenten, Kunstmuseum Moritzburg, Halle
- 1994: Phantombilder – Staubsaugerbeutel, Fotogalerie in der Brotfabrik, Berlin
- 1994: Fotoarbeiten, Studio Bildende Kunst, Berlin
- 1993: Clemens Mitscher: Fotoarbeiten, Kunstverein Ulm
- 1991: Kontext, Fotoforum Schwarzbunt, Bielefeld
- 1990: Kontext, Marburger Kunstverein